# Saulx (Haute-Saône)
Saulx ist eine französische Gemeinde im Département Haute-Saône in der Region Bourgogne-Franche-Comté. Sie gehört zum Kanton Lure-1 im Arrondissement Lure.

## Geographie
Saulx liegt auf einer Höhe von 301 m über dem Meeresspiegel, etwa zwölf Kilometer nordöstlich der Stadt Vesoul (Luftlinie). Das Dorf erstreckt sich im zentralen Teil des Départements, an aussichtsreicher Lage auf einem Vorsprung östlich des Beckens von Saulx, zwischen den Tälern von Bognon im Süden und Durgeon im Nordwesten.
Die Fläche des 15,12 km² großen Gemeindegebiets umfasst einen Abschnitt im Bereich des Beckens von Saulx. Der westliche Teil des Gebietes wird von der Alluvialniederung des Durgeon eingenommen, die durchschnittlich auf 230 m liegt. Sie weist eine Breite von ungefähr 1,5 Kilometern auf. Auf dem Gemeindegebiet erhält der Durgeon Zufluss vom Ruisseau de Bognon, der durch eine breite Talmulde südlich von Saulx fließt. Landwirtschaftliche Nutzung herrscht hier vor.
Südlich des Ruisseau de Bognon erstreckt sich das Gemeindeareal bis auf die bewaldeten Kuppen von Bois Charmont (336 m) und Bois de Saulx. Mit 375 m wird hier die höchste Erhebung von Saulx erreicht. Östlich an die Talebene des Durgeon schließt sich die Hochfläche von Saulx an, die eine Höhe von rund 300 m erreicht. Sie läuft bei Saulx in einem schmalen Vorsprung aus. Nach Nordosten erstreckt sich der Gemeindeboden in den Bois de la Forêt und bis in die Niederung des Ruisseau de Châteney (Zufluss der Colombine).
In geologisch-tektonischer Hinsicht besteht das Gelände aus einer Wechsellagerung von sandig-mergeligen und kalkigen Sedimenten, die während der Lias (Unterjura) abgelagert wurden. An einigen Orten tritt auch Buntsandstein und Muschelkalk aus der Trias zutage. Ganz im Süden, im Bereich des Bois de Saulx steht eine widerstandsfähige Kalkschicht der mittleren Jurazeit an.
Zu Saulx gehören neben dem eigentlichen Ort auch folgende Weiler:
- La Méchère (233 m) an der Mündung des Ruisseau de Bognon in den Durgeon
- La Montoillotte (245 m) auf einer Geländeterrasse südlich des Durgeon

Nachbargemeinden von Saulx sind Mailleroncourt-Charette und Servigney im Norden, Genevrey, Châteney und Châtenois und Creveney im Osten, Colombotte, Calmoutier und Montcey im Süden sowie Colombier und La Villeneuve-Bellenoye-et-la-Maize im Westen.

## Geschichte
Funde von Gräbern aus der Merowingerzeit weisen auf eine frühe Besiedlung des Gebietes hin. Erstmals urkundlich erwähnt wird Saulx im Jahr 1143. Im Mittelalter gehörte das Dorf zur Freigrafschaft Burgund und darin zum Gebiet des Bailliage d’Amont. Die Herrschaft über Saulx hatten die Herren von Faucogney inne, die eine lokale Adelsfamilie damit ausstatteten. Saulx entwickelte sich zu einem mittelalterlichen Burgflecken. Auch die Templerkommende von La Villedieu hatte Grundbesitz in Saulx. Zusammen mit der Franche-Comté gelangte der Ort mit dem Frieden von Nimwegen 1678 definitiv an Frankreich. Heute ist Saulx Verwaltungssitz des Gemeindeverbandes Triangle Vert.

## Sehenswürdigkeiten
Die Kirche Saint-Martin wurde 1850 im neugotischen Stil an der Stelle des früheren Gotteshauses aus dem 12. Jahrhundert erbaut. Zur Ausstattung gehören ein großes Gemälde des heiligen Martin (18. Jahrhundert), eine kleine Orgel (19. Jahrhundert), Täfelungen im Louis-XV-Stil im Chorraum sowie verschiedene Grabplatten.
Aus dem 18. Jahrhundert stammt das Maison Michel, das auch „Château“ genannt wird und als Monument historique klassiert ist. Sehenswert sind das schmiedeeiserne Torgitter, das Taubenhaus sowie die Täfelung und Tapeten im Salon.
|  |  |  |

## Bevölkerung
| Jahr                       | 1962 | 1968 | 1975 | 1982 | 1990 | 1999 | 2006 | 2013 | 2020 |
| Einwohner                  | 482  | 514  | 576  | 630  | 686  | 672  | 809  | 896  | 880  |
| Quellen: Cassini und INSEE |      |      |      |      |      |      |      |      |      |

Mit 875 Einwohnern (1. Januar 2022) gehört Saulx zu den mittelgroßen Gemeinden des Départements Haute-Saône. Nachdem die Einwohnerzahl in der ersten Hälfte des 20. Jahrhunderts deutlich abgenommen hatte (1881 wurden noch 898 Personen gezählt), wurde seit Beginn der 1960er Jahre wieder ein Bevölkerungswachstum verzeichnet.

## Wirtschaft und Infrastruktur
Saulx war schon früh ein durch Handel und Gewerbe geprägtes Kleinzentrum, in dem jedoch auch die Landwirtschaft (Ackerbau, Obstbau und Viehzucht) und die Verarbeitung der landwirtschaftlichen Erzeugnisse eine wichtige Rolle spielten. Heute gibt es verschiedene Betriebe des Klein- und Mittelgewerbes, vor allem in den Branchen Metall- und Holzverarbeitung, Feinmechanik. Daneben sind in Saulx Dienstleistungsunternehmen für den täglichen Bedarf und Einzelhandelsgeschäfte ansässig. Viele Erwerbstätige sind auch Wegpendler, die in den größeren Ortschaften der Umgebung und in der Agglomeration Vesoul ihrer Arbeit nachgehen.
Die Ortschaft ist verkehrstechnisch gut erschlossen. Sie liegt an der Hauptstraße N57, die von Vesoul nach Luxeuil-les-Bains führt. Weitere Straßenverbindungen bestehen mit Conflans-sur-Lanterne, Velleminfroy, Calmoutier und La Villeneuve. Durch das Gemeindegebiet verläuft die Eisenbahnlinie von Belfort nach Vesoul. Der nächste Bahnhof befindet sich in Creveney.